# Il trovatore
Il trovatore (deutscher Titel: Der Troubadour) ist eine als „dramma lirico“ bezeichnete Oper in vier Teilen von Giuseppe Verdi. Das Libretto von Salvadore Cammarano, vollendet von Leone Emanuele Bardare, basiert auf dem Schauspiel El trovador von Antonio García Gutiérrez (1836). Die Uraufführung war am 19. Januar 1853 im Teatro Apollo in Rom, mit Carlo Baucardé als Manrico, Rosina Penco als Leonora, Emilia Goggi als Azucena und Giovanni Guicciardi als Graf Luna.
Die Handlung spielt in Biscaya und Aragonien zu Beginn des 15. Jahrhunderts.

## Vorgeschichte und historisches Umfeld
Zu dieser Zeit ist Aragón ohne König: Nachdem König Martin I. im Jahr 1410 kinderlos verstorben war, bewarben sich mehrere Thronprätendenten um die Krone von Aragón. Noch während der Verhandlungen, die zwei Jahre später zum Kompromiss von Caspe führen sollten, kam es zu Kämpfen. Diesen Schiedsspruch wollte Jakob II. von Urgell nicht akzeptieren, er sammelte daher ein Söldnerheer und kämpft gegen den in Caspe gewählten König Ferdinand I. Der Bürgerkrieg, der in der Oper eine beherrschende Rolle spielt, endete bereits 1413, d. h. ein Jahr nach dem Kompromiss von Caspe, mit der Gefangennahme des Grafen von Urgell, womit sich die Zeit der Handlung auf die Jahre 1412 bis 1413 eingrenzen lässt.
Als Gefolgsleute zweier sich bekriegender Thronanwärter stehen sich der Graf von Luna und der Troubadour Manrico gegenüber. Die beiden sind nicht nur politische Gegner, sondern auch Rivalen im Kampf um die Gunst der schönen Leonora. Zudem sind sie, wie erst am Ende der Oper enthüllt wird, Brüder: Lunas Bruder Garcia wurde als Kleinkind angeblich von einer Zigeunerin mit einem Zauber belegt, die deswegen auf dem Scheiterhaufen verbrannt wurde. Aus Rache raubte deren Tochter, Azucena, den jungen Garcia, um ihn ihrerseits zu verbrennen; in einem Anflug von Irrsinn verbrannte sie versehentlich aber ihren eigenen Sohn und behielt Garcia bei sich, den sie unter dem Namen Manrico aufzog.
Die Schauplätze der Oper sind oft eindeutig lokalisiert, bei der Feste Castellor [sic] handelt es sich wahrscheinlich um die heute nur noch als Ruine erhaltene Burg Castillo el Castellar (⊙) nordwestlich von Saragossa.

## Die Handlung

### Erster Akt: „Il duello“ – Das Duell

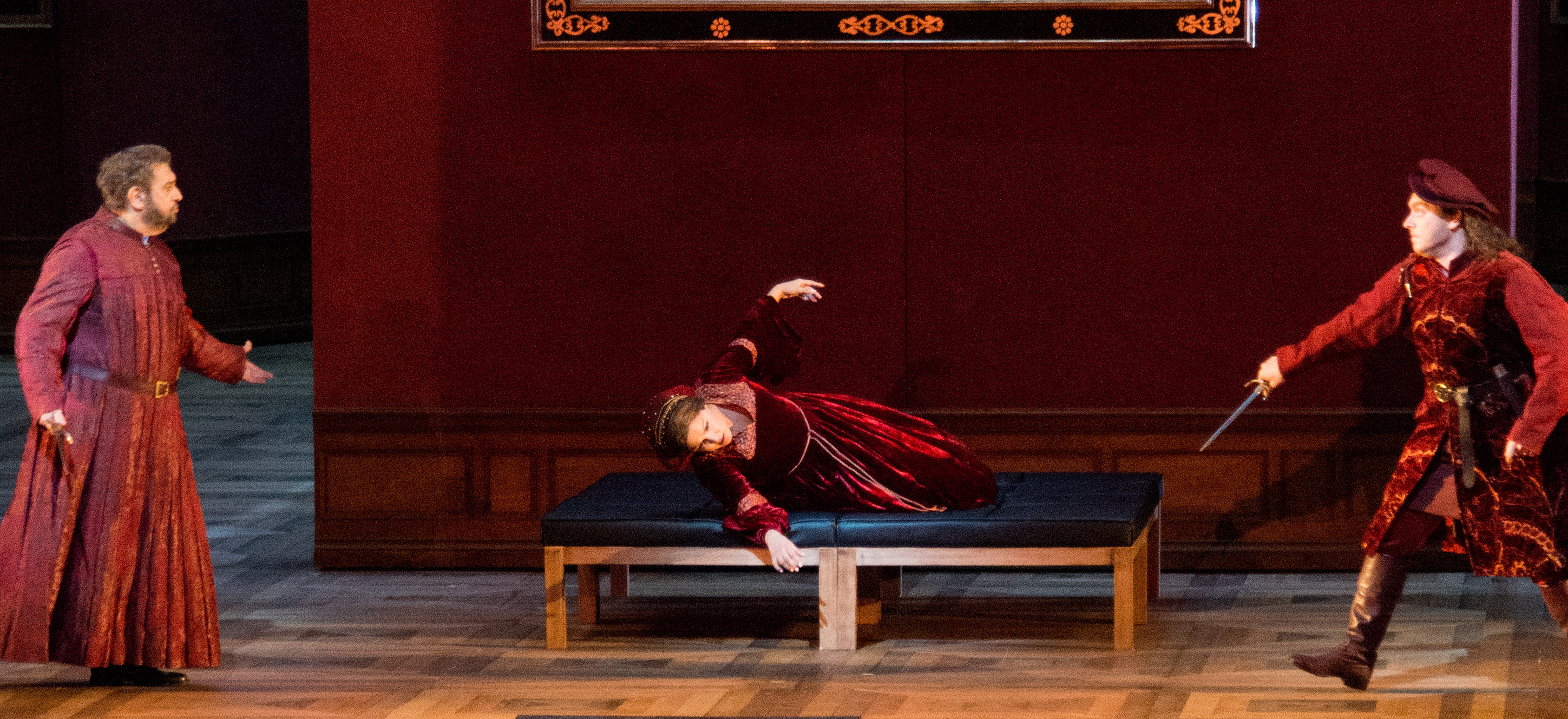
Domingo, Netrebko und Meli, Salzburger Festspiele 2014

Erstes Bild: Vorhalle im Schloss von Aliaferia
In der Vorhalle des Schlosses von Aliaferia lagern müde die Wachsoldaten. Um sie munter zu halten, erzählt ihnen Hauptmann Ferrando eine Episode aus der jüngeren Geschichte des Grafenhauses: Der Vater des jetzigen Grafen von Luna hatte zwei Söhne. Der jüngere mit Namen Garcia soll das Opfer von Zauberkünsten einer Zigeunerin geworden sein, die deshalb zum Tod auf dem Scheiterhaufen verurteilt wurde. Aus Rache habe deren Tochter den jungen Grafensohn geraubt und den Flammen überantwortet. In der Asche der Mutter fand man später die verkohlte Leiche eines Kindes. Der alte Graf sei überzeugt gewesen, so Ferrando, dass sein jüngerer Sohn noch lebe, und habe vor seinem Tod den älteren Sohn mit der Suche nach dem Bruder und der Tochter der Zigeunerin beauftragt.
Zweites Bild: Gärten des Schlosses
Am Abend gesteht Leonora ihrer Freundin Ines im Park des Schlosses ihre Liebe zu dem Troubadour Manrico. Auch der Graf von Luna wirbt um die Gunst Leonoras. Diese hört in der Ferne Manrico ein Lied singen und will zu ihm eilen – findet sich jedoch in den Armen des Grafen wieder, den sie im Dunkeln für Manrico gehalten hatte. Als dieser erscheint, hält er sie für treulos, doch sie versichert ihm ihre Liebe. Sodann erkennen beide Männer, dass sie nicht nur Rivalen in der Liebe, sondern zugleich politische Widersacher sind: Manrico steht auf Seiten des rebellischen Herzogs von Urgel. Leonora kann das Duell der beiden nicht verhindern. Manrico besiegt den Grafen, nützt jedoch seinen Sieg nicht aus, sondern wird im Gegenzug selbst schwer verwundet.

### Zweiter Akt: „La gitana“ – Die Zigeunerin
Erstes Bild: Eine verfallene Hütte

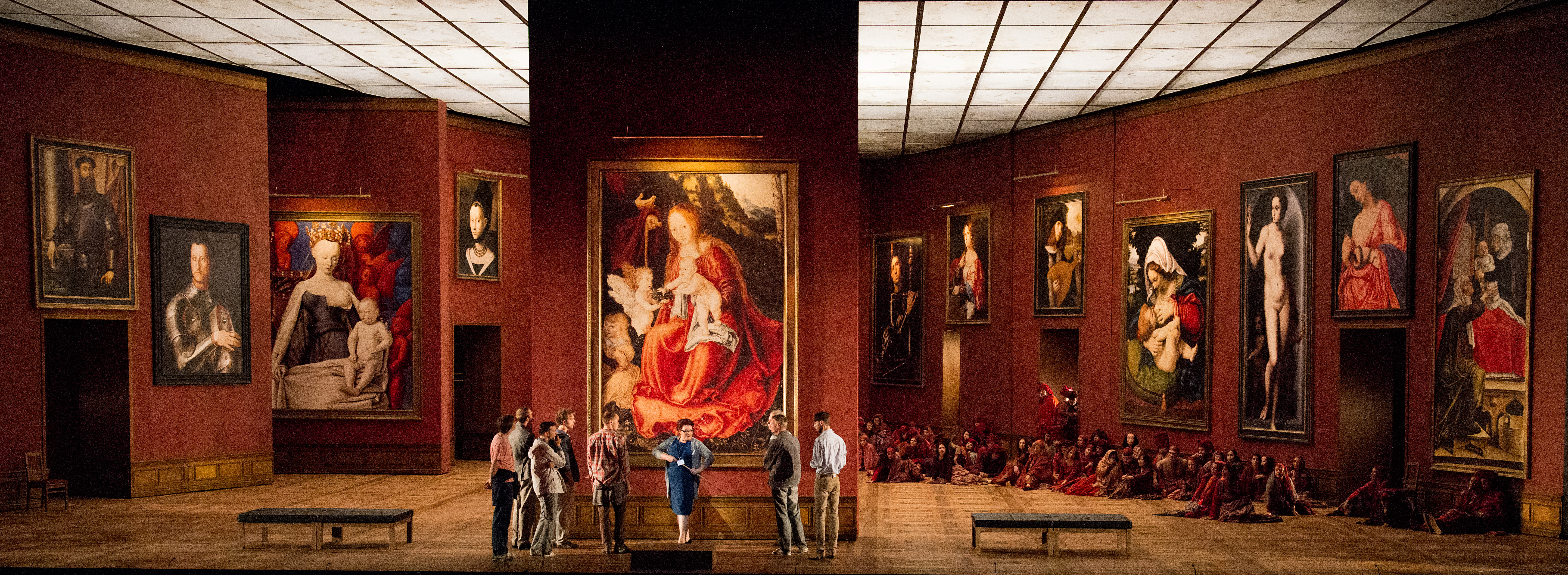
Lemieux und der Wiener Staatsopernchor, Salzburg 2014

Die Zigeuner sind nach einer Schlacht in ihr Lager zurückgekehrt. Dort wird Azucena, die Manrico nach seinem Duell gesundgepflegt hat, von der Vision des grausamen Feuertodes ihrer Mutter verfolgt. Sie gesteht in einer plötzlichen Aufwallung ihrem Adoptivsohn Manrico, dass sie damals in der Erregung versehentlich den eigenen, leiblichen Sohn dem Feuer übergeben habe, weicht aber den weiterforschenden Fragen Manricos über dessen wahre Herkunft aus. Manrico versteht aber, dass er nicht ihr leiblicher Sohn ist. Azucena kann nicht verstehen, dass Manrico den im Duell unterlegenen Grafen von Luna nicht getötet hat, der ihn – auch aus politischen Gründen – weiterhin verfolgt. Der Bote Ruiz meldet Manrico dessen Ernennung zum Kommandanten, übergibt ihm den Befehl des Herzogs von Urgel, die Festung Castellor zu verteidigen und berichtet von Leonoras Entschluss, ins Kloster zu gehen, da sie vom angeblichen Tod des Geliebten auf dem Schlachtfeld erfahren habe. Manrico eilt zu ihr, um sie von diesem Entschluss abzuhalten, obwohl ihn Azucena zurückhalten will, weil sie ihn nach dem Duell noch als geschwächt ansieht und um sein Leben fürchtet.
Zweites Bild: Vorhalle eines Klosters in der Nähe von Castellor
Leonora soll von den Nonnen den Schleier bekommen und nimmt Abschied von Ines. Als Graf von Luna (Manricos Feind und Rivale) Leonora mit Hilfe seiner Mannen entführen will, kann Manrico dies gerade noch rechtzeitig mit seinen Gefolgsleuten verhindern. Er entwaffnet den Grafen und entkommt mit Leonora. Luna schwört Manrico Rache.

### Dritter Akt: „Il figlio della zingara“ – Der Sohn der Zigeunerin
Erstes Bild: Lager

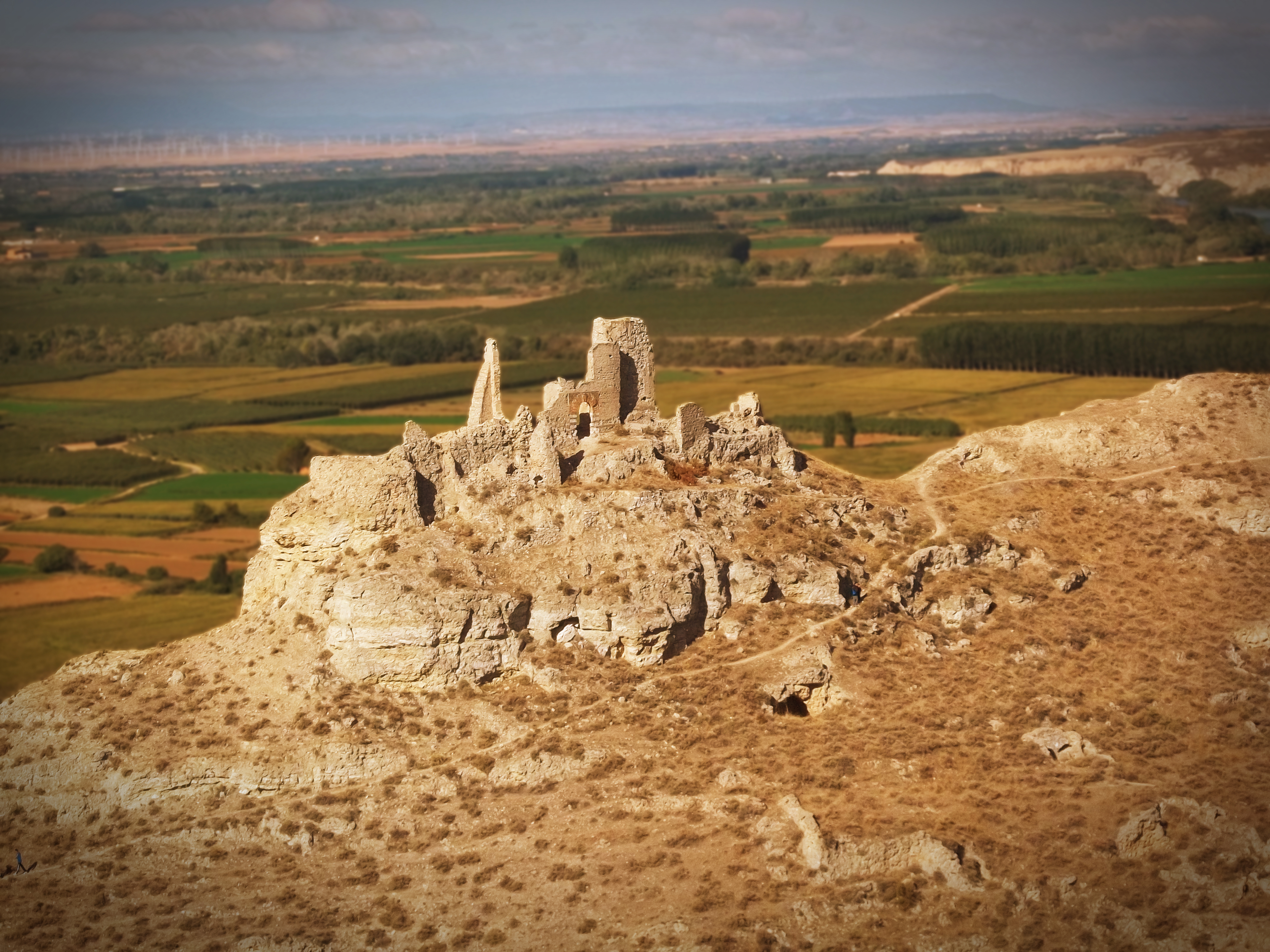
Die Ruine der einstigen Burg von Castellar

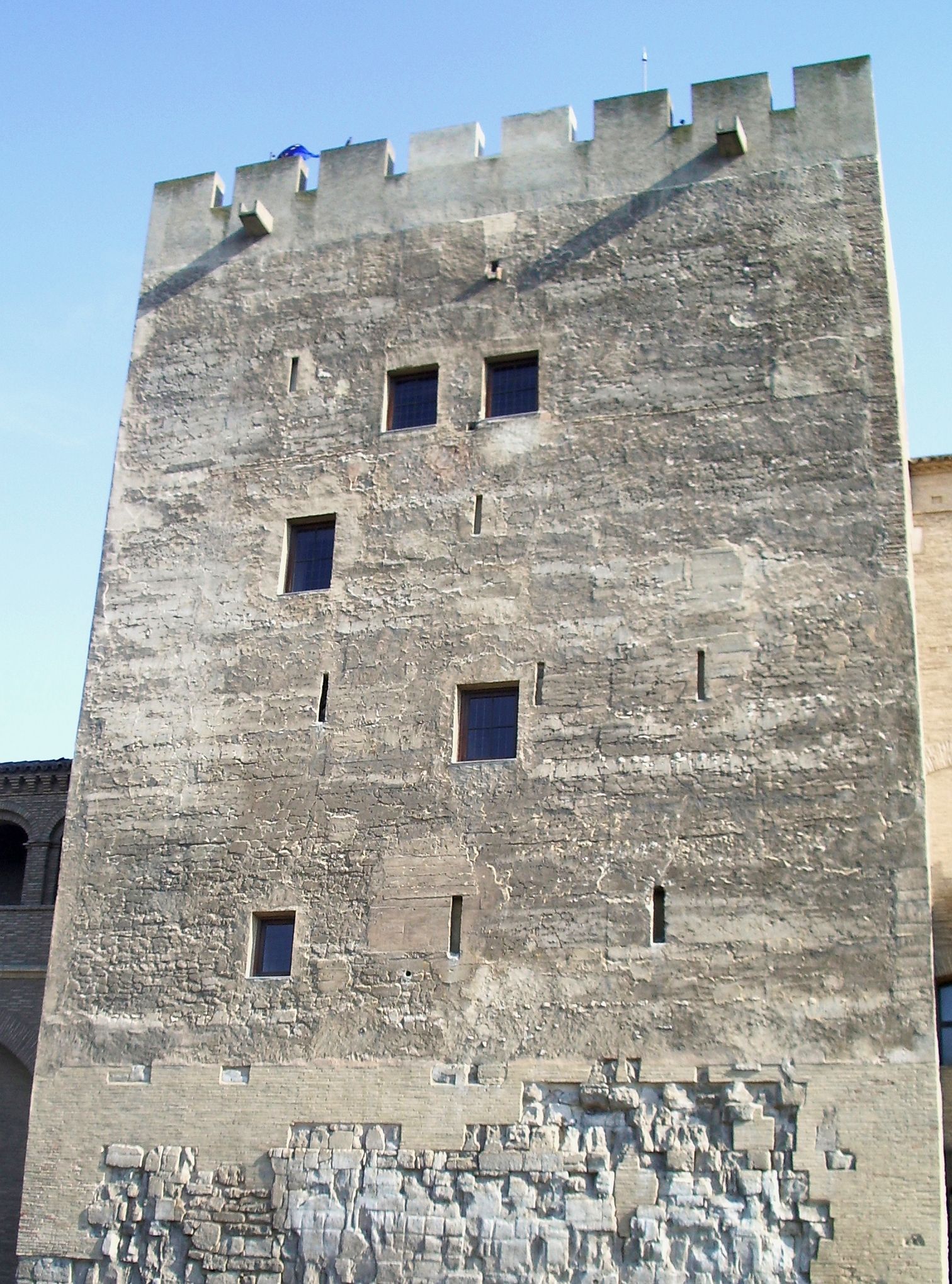
Die Torre del Trovador in der Burg von Aljafería

Im Kriegslager des Grafen von Luna herrscht Angriffsstimmung. Manrico und Leonora befinden sich auf der nahe gelegenen Festung Castellor, die gegen Lunas Heer verteidigt werden soll. Ihre Lage ist kritisch. Azucena ist gefangen genommen worden, und Hauptmann Ferrando erkennt in ihr die Zigeunerin wieder, die damals Lunas jüngeren Bruder geraubt hatte. Azucena soll auf dem Scheiterhaufen verbrannt werden.
Zweites Bild: Saal neben der Kapelle von Castellor
Eingeschlossen auf Castellor wollen sich Leonora und Manrico trauen lassen. Da meldet Ruiz die Gefangennahme Azucenas. Um die Mutter zu retten, befiehlt Manrico einen Überfall auf das gegnerische Lager.

### Vierter Akt: „Il supplizio“ – Das Hochgericht
Erstes Bild: Ein Flügel des Schlosses von Aljafería
Lunas Partei hat gesiegt. Manrico ist mit seinem Angriff gescheitert und in Gefangenschaft geraten. Er erwartet im Kerker des Schlosses Aljafería – im Schloss von Aljafería zeigt man heute noch den Turm des Troubadours – zusammen mit Azucena die Hinrichtung. Leonora konnte fliehen. Um den Geliebten zu retten, gibt sie den Liebeserklärungen des Grafen zwar nach, doch hat sie heimlich Gift genommen.
Zweites Bild: Finsterer Kerker
Azucena hat im Kerker Visionen und nimmt Abschied von Manrico. Leonora kann Manrico noch die Nachricht von seiner Befreiung überbringen. Aber er weist diese Hoffnung zurück, da sie nicht mit ihm kommen will und er, weil er ihr Opfer durchschaut, sich nun von ihr verraten glaubt. Erst als sie ihm ihr Verhalten erklärt und dann sterbend zusammenbricht, erkennt er ihre Treue. Als Graf Luna die tote Leonora sieht, lässt er, rasend vor Wut, Manrico zur Hinrichtung führen. Azucena, die erwacht und von Luna gezwungen wird, diesen Akt mitanzusehen, schleudert ihm entgegen „Er war dein Bruder! Du bist nun gerächt, o Mutter!“ und bricht zusammen. Manrico war der geraubte Sohn des Grafen, Lunas jüngerer Bruder. Der Fluch der Zigeunerin hat sich erfüllt, Luna muss mit seiner Schuld nun weiterleben.

## Gestaltung

### Instrumentation
Die Orchesterbesetzung der Oper enthält die folgenden Instrumente:
- Holzbläser: Piccoloflöte, Flöte, zwei Oboen, zwei Klarinetten, zwei Fagotte
- Blechbläser: vier Hörner, zwei Trompeten, drei Posaunen, Cimbasso
- Pauken, Schlagzeug: Trommel, Triangel, Glocke, Hämmer auf Ambossen
- Harfe
- Streicher
- Bühnenmusik: zwei Hörner, Kleine Trommel, Orgel

### Musiknummern
Erster Akt, erstes Bild
- Nr. 1. Introduktion
  - Chor: All’erta, all’erta! (Ferrando, Familiari, Armigeri)
  - Racconto: Di due figli vivea padre beato (Ferrando, Chor)
  - Seguito und stretta dell’Introduzione: E il padre? (Chor, Ferrando)

Erster Akt, zweites Bild
- Nr. 2. Cavatine der Leonora
  - Szene: Che più t’arresti? … (Ines, Leonora)
  - Cavatine: Tacea la notte placida (Leonora)
  - Tempo di mezzo: Quanto narrasti di turbamento (Ines, Leonora)
  - Cabaletta: Di tale amor, che dirsi (Leonora, Ines)
- Nr. 3. Szene, Romanze des Manrico und Terzett
  - Szene: Tace la notte! (Conte)
  - Romanze: Deserto sulla terra (Manrico)
  - Szene: Oh detti! … oh gelosia! … (Conte, Leonora, Manrico)
  - Terzett: Qual voce! … Ah, dalle tenebre (Leonora, Conte, Manrico)

Zweiter Akt, erstes Bild
- Nr. 4. Chor und Canzone der Azucena
  - Chor: Vedi! le fosche notturne spoglie (Zingari) „Zigeunerchor“
  - Canzone: Stride la vampa! (Azucena)
  - Szene: Mesta è la tua canzon! (Zingari, Azucena, Manrico)
  - Chor: Chi del gitano i giorni abbella? (Zingari)
- Nr. 5. Erzählung der Azucena
  - Szene: Soli or siamo (Manrico, Azucena)
  - Racconto: Condotta ell’era in ceppi (Azucena, Manrico)
- Nr. 6. Szene und Duett Azucena und Manrico
  - Szene: Non son tuo figlio? … (Manrico, Azucena)
  - Duett: Mal reggendo all’aspro assalto (Manrico, Azucena)
  - Tempo di mezzo: L’usato messo Ruiz m’invia! (Manrico, Azucena)
  - Cabaletta: Perigliarti ancor languente (Azucena, Manrico)

Zweiter Akt, zweites Bild
- Nr. 7. Arie des Conte
  - Rezitativ: Tutto è deserto (Conte, Ferrando)
  - Arie: Il balen del suo sorriso (Conte)
  - Tempo di mezzo: Qual suono! … oh ciel … (Conte, Ferrando)
  - Cabaletta: Per me, ora fatale (Conte)
- Nr. 8. Finale II
  - Chor: Ah! … se l’error t’ingombra (Chor di religiose)
  - Terzett: Perché piangete? (Leonora, Donne, Conte)
  - Concertato: E deggio … e posso crederlo? (Leonora, Conte, Manrico, Donne, Ferrando, Seguaci)
  - Stretta Finale II: Urgel viva! (Ruiz, Manrico, Conte, Leonora, Ferrando, Armati, Seguaci)

Dritter Akt, erstes Bild
- Nr. 9. Chor
  - Chor: Or co’ dadi, ma fra poco (Armigeri, Ferrando) „Soldatenchor“
- Nr. 10. Szene und Terzett
  - Szene: In braccio al mio rival! (Conte, Ferrando, Azucena, Chor)
  - Terzett: Giorni poveri vivea (Azucena, Ferrando, Conte, Chor)

Dritter Akt, zweites Bild
- Nr. 11. Arie Manrico
  - Szene: Quale d’armi fragor poc’anzi intesi? (Leonora, Manrico)
  - Arie: Ah! sì, ben mio, coll’essere (Manrico)
  - Tempo di mezzo: L’onda de’ suoni mistici (Leonora, Manrico, Ruiz)
  - Cabaletta: Di quella pira l’orrendo foco (Manrico, Leonora, Ruiz, Armati)

Vierter Akt, erstes Bild
- Nr. 12. Szene und Arie Leonora
  - Szene: Siam giunti; ecco la torre (Ruiz, Leonora)
  - Arie: D’amor sull’ali rosee (Leonora)
  - Miserere: Miserere d’un’alma già vicina (Voci interne, Leonora, Manrico)
  - Cabaletta: Tu vedrai che amore in terra (Leonora)
- Nr. 13. Szene und Duett Conte und Leonora
  - Szene: Udite? Come albeggi (Conte, Leonora)
  - Duett: Mira, di acerbe lagrime (Leonora, Conte)
  - Tempo di mezzo: Conte … – Né cessi? (Leonora, Conte)
  - Stretta und Duett: Vivrà! … contende il giubilo (Leonora, Conte)

Vierter Akt, zweites Bild
- Nr. 14. Finale
  - Szene: Madre?… non dormi? (Manrico, Azucena)
  - Duettino: Se m’ami ancor … Ai nostri monti (Azucena, Manrico)
  - Szene: Ciel! … non m’inganna quel fioco lume?… (Leonora, Manrico)
  - Terzettino: Parlar non vuoi? … (Manrico, Leonora, Azucena)
  - Finalszene: Ti scosta … – Non respingermi … (Manrico, Leonora, Conte, Azucena)